# デレク・グレゴリー
デレク・グレゴリー（Derek Gregory, Ph.D. (Cantab), FBA, FRSC、1951年 - ）は、イギリスの学者、地理学者で、カナダ・バンクーバーのブリティッシュコロンビア大学におけるピーター・ウォール特別教授（ディスティングイッシュトプロフェッサー）、地理学教授。以前は、ケンブリッジ大学の教員であった。

## 業績
グレゴリーは、2004年に刊行した著書『The Colonial Present: Afghanistan, Palestine and Iraq』で最もよく知られている。この本は、アメリカ同時多発テロ事件以降の中東における、イスラエル、アメリカ合衆国、イギリスの行動について論じたものである。そこでは、マスメディアや政界で取り上げられる通俗的な言説が、今もってオリエンタリズムや植民地主義によっていることが、示されている。
それ以前のグレゴリーの著作は、もっぱら政治地理学、文化地理学、歴史地理学の領域に集中していた。グレゴリーは想像の地理学 (Imagined geographies) やデヴィッド・ハーヴェイの議論についての理論的著述も行なっている。1994年に刊行された『Geographical Imaginations』は、理論と場所、空間、景観の諸関係について考察したものであった。
グレゴリーは、ケンブリッジ大学で M.A. を修め、1981年にPh.D.を取得している。また、ハイデルベルク大学とロスキルデ大学 (Roskilde University) から、名誉博士号を贈られており、2006年には王立地理学会から金メダル（創立者メダル）を授与された。最近では、近年の戦争についての研究や、空襲についての文化・政治史や地理学からの研究に取り組んでいる。

## おもな著書
- The Colonial Present: Afghanistan, Palestine, Iraq. Wiley-Blackwell (4 Jun 2004) ISBN 1577180909
- Geographical Imaginations. Blackwell (1994) ISBN 0631183310

日本語では、大城直樹らにより、一部の論文が翻訳紹介されている。